# USS Enterprise (CVN-65)
Pour les autres navires du même nom, voir USS Enterprise.
L’USS Enterprise (CVN-65) est le premier porte-avions à propulsion nucléaire de l'Histoire. Il fut lancé le 24 septembre 1960.
Retiré du service le 1er décembre 2012 par l’US Navy, il est le huitième navire américain portant ce nom et le 65e navire de ce type, hors porte-avions d'escorte.
Bien qu'il soit surpassé en tonnage par les porte-avions des classes Nimitz et Gerald R. Ford, sa longueur hors tout demeure à ce jour, pour un porte-avions, la plus longue jamais construite au monde.

## Historique
Deuxième navire de surface conçu avec une propulsion nucléaire après le USS Long Beach (CGN-9), sa construction est rapide pour un navire de cette taille et de cette complexité. Mis sur cale le 4 février 1958, il est lancé le 24 septembre 1960 et entre en service le 25 novembre 1961.
L’USS Enterprise est affecté à la Deuxième flotte des États-Unis à son entrée en service en 1961, puis à la Septième flotte des États-Unis en 1964. En 1994, il réintégre de nouveau la 2e flotte.
Le 20 février 1962, il est désigné pour servir de station de suivi et de mesure de la mission Friendship 7 qui est le premier vol orbital américain, accomplie par le lieutenant-colonel John H. Glenn, Jr. dans le cadre du programme Mercury.
Il participe au blocus de Cuba lors de la crise des missiles de Cuba en octobre 1962.
L’USS Enterprise participe fin juillet 1964 à l’opération Sea Orbit, 1re force navale à propulsion nucléaire à effectuer un tour du monde sans assistance extérieure.
Il opère durant la guerre du Viêt Nam, et d'autres opérations. Son aviation coule des navires de la marine iranienne lors de la bataille des plates-formes pétrolières Sassan et Sirri de 1988. Il participe à la mise en œuvre de la zone d'exclusion aérienne au-dessus de la Bosnie-Herzégovine pendant l'opération Deny Flight ainsi qu'à celle au-dessus de l'Irak.
Son escadre aérienne embarquée effectue 700 missions en 3 semaines lors de l'opération chassant les Talibans de Kaboul en 2001/2002.
Le 24 mai 2011, un F/A-18 Hornet réalise le 400 000e appontage mené à bien sur ce navire. Il est le quatrième porte-avions de l'US Navy à atteindre ce cap et le dernier à avoir été retiré du service.
Il est retiré du service actif le 1er décembre 2012 à la base navale de Norfolk en Virginie après son 25e déploiement de près de huit mois en Méditerranée et dans le golfe Persique.

### Désarmement
L’Enterprise, premier porte-avions nucléaire à être désarmé, doit attendre jusqu'au 15 mars 2013 pour que cette décision soit concrétisée. Le 20 juin 2013, il est remorqué de la base navale de Norfolk au chantier naval de Newport News Shipbuilding (NNS) qui appartient à la société Huntington Ingalls Inc. chargée de la désactivation du porte-avions dans le cadre d'un contrat de 745 millions de dollars américains pour un travail d'une durée maximale de cinq ans.
Dans une première phase achevée en décembre 2016, le combustible nucléaire des huit réacteurs du porte-avions est retiré. Le navire est rayé des listes du Naval Vessel Registry (NVR) le 3 février 2017. En mai 2017, le bâtiment est remorqué vers son aire de démantèlement.
Le 10 avril 2018, il est officiellement retiré du service.
Le 30 mai 2025, NorthStar Maritime Dismantlement Services remporte un contrat de 546,7 millions de dollars pour le démantèlement du navire qui devra avoir lieu à Mobile (Alabama).

## Caractéristiques

Comparaison des plus longs navires de différents types.

Conçu pour avoir une durée de vie de 50 ans, il dispose de huit réacteurs nucléaires (deux seulement pour les Nimitz et ses successeurs ainsi que pour le Charles de Gaulle), sa vitesse maximale dépasse les 34 nœuds (environ 63 km/h) mais n'est utilisée qu'en cas d'urgence à cause des énormes vibrations qui risqueraient d'endommager les structures du navire.
Il dispose d'une piste oblique de 240 mètres, de quatre catapultes de 90 mètres de long. La superficie du pont d'envol extérieur dépasse les 20 000 m2. Il embarque 8 500 tonnes de carburant aviation et 1 500 tonnes de munitions, ce qui permet une autonomie de 12 jours d'opérations aériennes intensives sans ravitaillement. Il transporte du mazout dans ses ballasts pour pouvoir ravitailler d'autres navires.
Son coût de 451 millions de dollars US de l'époque étant beaucoup plus élevé que celui des porte-avions à propulsion conventionnelle, il resta l'unique exemplaire de sa classe et il fallut attendre les années 1970 pour voir apparaître d'autres porte-avions à propulsion nucléaire.

## Accidents

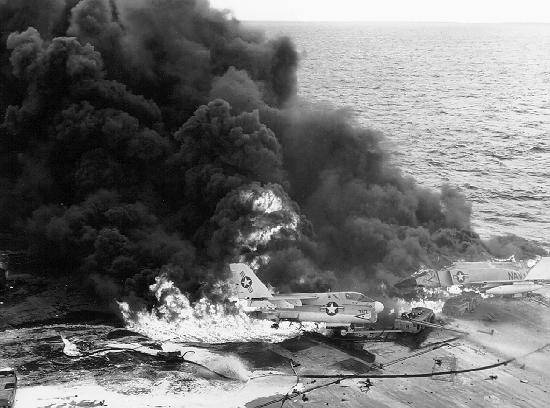
Avions en feu à bord de l’Enterprise.

Le 14 janvier 1969, comme durant l'accident de l'USS Forrestal deux ans auparavant, une roquette Zuni accrochée sous un F-4 détone à bord de l’USS Enterprise alors qu'il est au large d'Hawaï, enclenchant une série de huit explosions qui font entre 24 et 27 morts et 85 ou 120 blessés selon les sources. Quinze avions sont également détruits ou endommagés.

## Interopérabilité
Le lundi 23 juillet 2007 deux avions de combat Rafale (les M12 et M13) et un avion de veille aérienne E2-C Hawkeye de l'aéronautique navale française appontent sur l’USS Enterprise, qui croise au large de Toulon. C'est la première fois que des appareils étrangers réalisent un cycle complet sur un porte-avions américain. Cela permet de prouver l'interopérabilité entre les deux marines américaine et française. En effet des avions F/A-18 Hornet, E2-C Hawkeye et C-2A Greyhound américains avaient déjà effectué plusieurs appontages en 2005 sur le porte-avions nucléaire français Charles de Gaulle.

## Dans la culture
Les scènes d'appontages et de catapultages du film Top Gun et celles de l'intérieur d'un porte-avions dans Star Trek 4 : Retour sur Terre sont censées se passer sur l'Enterprise mais ont en fait été filmées sur le porte-avions USS Ranger.
Les images extérieures du porte-avions dans le film À la poursuite d'Octobre rouge sont celles de l'Enterprise.
Le porte-avions apparaît également dans Les Aventures de Buck Danny : Le Mystère des avions fantômes,  Alerte atomique et L'Escadrille de la mort.